# Selección femenina de balonmano de Uruguay
La selección femenina de balonmano de Uruguay es el equipo que representa a la Federación Uruguaya de Handball en las competiciones de selecciones femenina de la Federación Internacional de Balonmano (IHF), la Federación Panamericana de Balonmano (PATHF) y el Comité Olímpico Internacional (COI).

## Resultados

### Campeonato Mundial
- 1997: 24.º
- 2001: 23.º
- 2003: 24.º
- 2005: 23.º
- 2011: 20.º

### Campeonato Panamericano
- 2.º  en 2000
- 3.º  en 1997, 2003 y 2005
- 4.º en 1999 y 2011
- 5.º en 2007, 2013 y 2015
- 6.º en 1986, 1991 y 2009

### Campeonato Sur-Centroamericano
- 4.º en 2021 y 2022
- 5.º en 2018

### Juegos Panamericanos
- 1987: No participó
- 1995: No participó
- 1999: 5.º
- 2003: 3.º
- 2007: No participó
- 2011: 7.º
- 2015: 3.º

### Juegos Suramericanos
- 2002: 3.º
- 2006: 4.º
- 2010: 3.º
- 2014: 4.º
- 2018: 4.º